# ICER
Innovatiecentrum ICER (afkorting van: Industrie, Cultuur, Educatie en Recreatie) is een expositieruimte gewijd aan de metaalindustrie aan de Oude IJssel. Het is gevestigd in de afbramerij op het oude DRU-complex in Ulft-Noord. ICER is de buurman van de DRU Cultuurfabriek.
In ICER is onder andere te zien:
- een schachtoven
- een model van een houtskoolhoogoven
- producten van de oude DRU, zoals pannen, emmers en fornuizen
- een model van een oude Gelderse Tram

Een van de onderdelen is een werkplaats voor 3D-printen. In ICER staat een model van het Slot Ulft, waarvan alle bestanddelen in die werkplaats zijn geprint.
Bij de kassa kunnen bezoekers een 3D-scan van zichzelf laten maken. Ze worden dan op diverse punten in de expositie door camera's herkend en met hun eigen naam verwelkomd.